# Урава Ред Даймондс
«Урава Ред Даймондс» (яп. 浦和レッドダイヤモンズ Урава Рэддо Дайямондзу, англ. Urawa Red Diamonds) — японский футбольный клуб из города Сайтама. Этот клуб стал первым японским клубом, игравшим в клубном чемпионате мира в 2007 году, где занял третье место. Неофициальное название клуба, часто употребляемое прессой и фанатами — «Урава Редс» (яп. 浦和レッズ Урава Рэддзу, англ. Urawa Reds).

## Достижения

### Национальные
- Чемпион Японии (5): 1969, 1973, 1978, 1982, 2006
- Обладатель Кубка Императора (8): 1971, 1973, 1978, 1980, 2005, 2006, 2018, 2021
- Финалист Кубка Императора (4): 1967, 1968, 1979, 2015
- Обладатель Кубка лиги: 2003
- Финалист Кубка лиги: 2002, 2004

### Международные
- Победитель Лиги чемпионов АФК: 2007, 2017, 2023
- Обладатель Кубка банка Суруга (1): 2017